# Ingeborg Mueller Fernlund
Rut Ingeborg Maria Mueller Fernlund, född Fernlund 28 mars 1935, död 30 maj 2015 i Stockholm, var en svensk redaktör. Hon var i nästan 50 års tid verksam som förlagsredaktör på Norstedts och fortsatte sitt arbete till långt efter pensionsåldern.

## Biografi
Ingeborg Fernlund började arbeta hos Norstedts förlag 1 april 1966. Så sent som 2013 – 13 år efter uppnådd pensionsålder – arbetade hon kvar på förlaget.
Fernlund verkade som en av Norstedts välbekanta redaktörer. Första boken på hennes redaktörsbord var en nederländsk roman.
Hon var under större delen av sitt liv känd som Ingeborg Fernlund. Hon fick handha Vilhelm Mobergs produktioner, efter att denne i vredesmod hade lämnat Bonniers. Hon läste även högt för Herbert Tingsten, när hans syn blivit för svag. Fernlund arbetade även som lektör på förlaget, och under senare år hade hennes arbete även kommit att inkludera funktioner som sättare och ombrytare.
1995 mottog Mueller Fernlund Bokbranschens redaktörspris, vilket instiftats året före. Motiveringen var att hon "med absolut språkligt gehör, utsökt stilkänsla och mänsklig värme bygger upp, vårdar och förvaltar ett stort antal viktiga svenska författarskap". Priset utgjordes av ett stipendium på 250 000 kronor.
2006 belönades hon av Svenska Akademien.

## Källhänvisningar
1. ↑  "Minnessida". fonus.se. Läst 7 juli 2015.
2. ↑  Gedin, Eva (2015-07-03): "Ingeborg Mueller Fernlund". svd.se. Läst 7 juli 2015. pressreader
3. 1 2 3  Sundelin, Anders (2013-09-22): "Därför är Norstedts till salu". svd.se. Läst 7 juli 2015.
4. ↑  Westerberg, Pia (1998): "Litteratur och språkvård på Hanaholmen". sprakbruk.fi, Språkbruk 2/1998. Läst 7 juli 2015.
5. ↑  "Förlagsklubben presenterar: Redaktörspriset". forlagsklubben.se. Läst 7 juli 2015.
6. ↑  Dagens Nyheter, 1995-07-01. Arkiverad 21 juli 2015 hämtat från the Wayback Machine. Läst 7 juli 2015.
7. ↑  "Belöningar ur Akademiens egna medel".[död länk] svenskaakademien.se, 2006-12-10. Läst 7 juli 2015.